# Bo Netz
Bo Sigurd Netz, född 10 september 1962, är en svensk ämbetsman.
Bo Netz är utbildad nationalekonom och har arbetat som enhetschef på finansdepartementets budgetavdelning. Han var 2010–16 överdirektör på Sida, och tillträdde den 1 juni 2016 som överdirektör på Trafikverket.